# Daichi Matsuyama
Daichi Matsuyama (松山 大地 Matsuyama Daichi?), född 11 januari 1974 i Hokkaido prefektur, är en japansk tidigare fotbollsspelare.
Matsuyama började sin karriär 1993 i Fujita Industries (Bellmare Hiratsuka). Med Bellmare Hiratsuka vann han japanska cupen 1994. 1996 flyttade han till Consadole Sapporo. Han avslutade karriären 1996.